# 병역세
병역세는 대부분의 징병제 국가에서 세금으로 병역의 의무를 대신하는 제도이다.

## 병역세 대상자
다음과 같은 사람들에 대한 배려 및 병역세로 사병 급여를 지급하기 위해 시행하는 제도로서 병역세를 시행하지 않는 징병제 국가는 대한민국과 북한 등이 있다.
- 어렸을 때부터 이미 확고한 직업이 있는 사람(운동선수 및 연예인 등)
- 군복무가 적성에 매우 부적합하여 입대하면 무조건 보호관심병사가 될 여지가 있는 사람
- 조직 생활을 싫어하는 사람 및 다른 사람의 부하가 되기 싫어하는 프리랜서
- 군복무 할 시간에 다른 걸 할 경우 더 부가가치가 높은 사람(주로 석사 이상 학위 보유자 및 사업가 등)
- 질병 또는 신분 사유로 보충역 또는 전시근로역에 편입된 사람

## 병역세의 용도
병역세를 징수하면 그 돈으로 사병의 급여를 지급하고 사병의 관사를 건설하는 등 사병 복지 위주로 사용되며 무기 구매 및 훈련비용 등은 다른 예산에서 사용된다. 그리고 병역세를 납부하지 않고 군복무를 택하는 사람들은 군대가 평생 직장이 된다.

## 병역세를 시행하는 국가들
노르웨이나 과거 서독 등의 선진국부터 중화민국, 터키같은 중진국은 물론이고 몽골에 이르는 후진국도 병역이 징병제일 경우 병역세 제도를 시행한다. 물론 현재의 독일은 병역이 모병제이다.
병역세의 액수는 다음과 같다. 해당 국가의 평균 연봉과 비슷하다.
- 노르웨이: 29,000 유로(한화 약 4,000만 원)
- 튀르키예: 5,900 유로(한화 약 810만 원)
- 몽골: 150만 투그릭(한화 약 68만 원)